# AGTH
AGTH (Anime Games Text Hooker)は動作中のプログラムからテキストをキャプチャする事を目的としたシステムフックソフトウェアである。
主な目的は日本語のゲームからテキストを抜き出し、他言語への翻訳作業をサポートする事である。 
このソフトウェアはWindowsのテキスト受け渡しAPIを監視しそのデータを翻訳者に提供し、OCR作業やソフトウェアのメモリ走査作業は行わない。